# Silene undulata
Silene undulata Aiton, 1789 è una pianta della famiglia delle Caryophyllaceae, originaria dell'Africa australe.

## Descrizione
È una pianta biennale e può essere perenne a vita breve. I fiori si aprono di notte e si chiudono durante il giorno. Sono molto profumati e l'odore ricorda quello dei trifogli, del gelsomino, della banana.

## Tassonomia
Sono note due sottospecie:
- Silene undulata subsp. undulata
- Silene undulata subsp. polyantha J.C.Manning & Goldblatt

## Usi
È ritenuta dal popolo Xhosa una pianta sacra (conosciuta come African Dream Root e Xhosa dream herb). Le sue radici tradizionalmente sono usate per indurre sogni lucidi e facilitano il sonno, classificandolo tra i naturali oneirogeni (generatori di sogni), come la maggior conosciuta erba del sogno (in inglese dream herb) Calea zacatechichi.

## Coltivazione

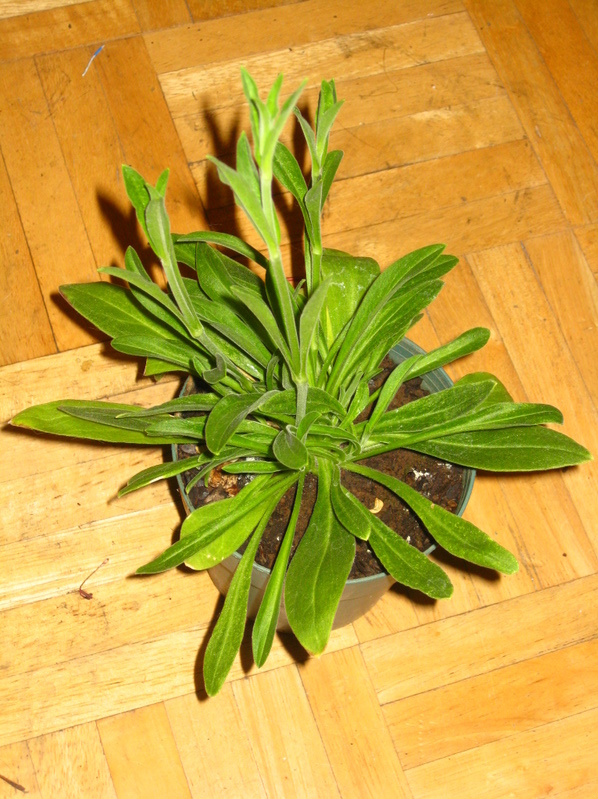
Silene undulata giovane in un piccolo vaso

La sua coltivazione è facile, ma il suo sviluppo richiede un'adatta quantità di acqua e nutrienti; è tollerante a temperature alte (anche oltre 40 °C) e al freddo moderato (-5 °C); è essenziale un semenzaio per trattenere l'umidità.
Le radici si possono raccogliere dopo il secondo anno.